# Футбол на летних Олимпийских играх 2008 — квалификация
В соревнованиях по футболу на летних Олимпийских играх 2008 года принимали участие 28 сборных (16 мужских и 12 женских). В мужском олимпийском турнире участвовали сборные, составленные из игроков не старше 23 лет. Также в заявку могли войти не более 3 футболистов старше этого возраста. Квалификационные соревнования прошли в 2006—2008 годах.

## Квалифицированные сборные

### Мужчины
| Турнир                                               | Дата                            | Место проведения | Места | Команды                           |
| ---------------------------------------------------- | ------------------------------- | ---------------- | ----- | --------------------------------- |
| Принимающая сторона                                  | —                               | —                | 1     | Китай                             |
| Отборочный турнир Азии                               | 7 февраля — 21 ноября 2007      | —                | 3     | Австралия Республика Корея Япония |
| Отборочный турнир Африки                             | 1 сентября 2006 — 26 марта 2008 | —                | 3     | Камерун Кот-д’Ивуар Нигерия       |
| Отборочный турнир КОНКАКАФ                           | 11 августа 2007 — 23 марта 2008 | США              | 2     | Гондурас США                      |
| Чемпионат Южной Америки среди молодёжных команд 2007 | 7 января — 28 января 2007       | Парагвай         | 2     | Аргентина Бразилия                |
| Отборочный турнир Океании                            | 1 марта — 9 марта 2008          | Лаутока          | 1     | Новая Зеландия                    |
| Чемпионат Европы среди молодёжных команд 2007        | 10 июня — 23 июня 2007          | Нидерланды       | 4     | Бельгия Италия Нидерланды Сербия  |
| Всего                                                |                                 |                  | 16    |                                   |

### Женщины
| Турнир                                                    | Дата                                      | Место проведения | Места | Команды           |
| --------------------------------------------------------- | ----------------------------------------- | ---------------- | ----- | ----------------- |
| Принимающая сторона                                       | —                                         | —                | 1     | Китай             |
| Отборочный турнир Азии                                    | 17 февраля — 12 августа 2007              | —                | 2     | Япония КНДР       |
| Отборочный турнир Африки                                  | 27 октября 2006 — 15 марта 2008           | —                | 1     | Нигерия           |
| Отборочный турнир Северной Америки                        | 11 августа 2007 — 23 марта 2008           | Сьюдад-Хуарес    | 2     | Канада США        |
| Чемпионат Южной Америки 2006                              | 10 ноября — 26 ноября 2006                | Мар-дель-Плата   | 1     | Аргентина         |
| Отборочный турнир Океании                                 | 25 августа — 7 сентября 2007 8 марта 2008 | Апиа Порт-Морсби | 1     | Новая Зеландия    |
| Лучшие европейские команды чемпионата мира 2007           | 10 сентября — 30 сентября 2007            | Китай            | 2     | Германия Норвегия |
| Лучшие европейские команды чемпионата мира 2007           | 8 ноября 2007 28 ноября 2007              | Виборг Сольна    | 1     | Швеция            |
| Одна из неквалифицированных команд Африки и Южной Америки | 19 апреля 2008                            | Пекин            | 1     | Бразилия          |
| Всего                                                     |                                           |                  | 12    |                   |

#### Стыковые матчи УЕФА
| 8 ноября 2007                         | \| Дания \| 2 : 4 \| Швеция \| \| Катрин Сёренсен 31′ · Майкен Папе 73′ \| Голы \| Йессика Ландстрём 30′ · Лотта Шелин 46′, 65′ · Каролин Сегер 49′ \| | Виборг, Виборг Зрителей: 4 011 Судья: Кристина Ионеску           |
| Дания                                 | 2 : 4 | Швеция                                                           |
| Катрин Сёренсен 31′ · Майкен Папе 73′ | Голы | Йессика Ландстрём 30′ · Лотта Шелин 46′, 65′ · Каролин Сегер 49′ |

| 28 ноября 2007                               | \| Швеция \| 3 : 1 \| Дания \| \| Лотта Шелин 43′ · Виктория Свенссон 45′, 74′ \| Голы \| Катрин Сёренсен 80′ \| | Росунда, Сольна Зрителей: 4 078 Судья: Александра Игрингова |
| Швеция                                       | 3 : 1 | Дания                                                       |
| Лотта Шелин 43′ · Виктория Свенссон 45′, 74′ | Голы | Катрин Сёренсен 80′                                         |

Швеция победила по сумме двух матчей со счётом 7:3.

#### Стыковой матч КОНМЕБОЛ-КАФ
| 19 апреля 2008                                                     | \| Бразилия \| 5 : 1 \| Гана \| \| Марта 19′ · Кристиане 42′, 71′ · Алине Пеллегрино 53′ · Розана 72′ \| Голы \| Анита Аманква 76′ \| | Стадион Трудящихся, Пекин Зрителей: 21 185 Судья: Ню Хойцзюнь |
| Бразилия                                                           | 5 : 1 | Гана                                                          |
| Марта 19′ · Кристиане 42′, 71′ · Алине Пеллегрино 53′ · Розана 72′ | Голы | Анита Аманква 76′                                             |